# Питер Паркер (серия фильмов Сэма Рэйми)
Пи́тер Бе́нджамин Па́ркер (англ. Peter Benjamin Parker) — персонаж и альтер эго Человека-паука в серии фильмов Сэма Рэйми, основанных на комиксах об одноимённом персонаже Стэна Ли и Стива Дитко. Роль Питера Паркера исполнил Тоби Магуайр, тогда как Дэвид Кепп адаптировал персонажа комиксов для кино. Данное воплощение Человека-паука появляется в трилогии Рэйми: «Человек-паук» (2002), «Человек-паук 2» (2004) и «Человек-паук 3: Враг в отражении» (2007), а также в фильме Джона Уоттса «Человек-паук: Нет пути домой» (2021) и в различных видеоиграх на основе фильмов.
Питер представлен как интеллектуально одарённый и академически преуспевающий ученик выпускного класса старшей школы. Тем не менее, его кротость, замкнутость, прилежность и скромность, наряду с издевательствами и непринятием в коллектив со стороны одноклассников, привели к становлению социальным аутсайдером. После укуса генетически мутировавшего паука во время школьной экскурсии в научной лаборатории, он приобретает суперспособности, однако решает использовать их в личных эгоистичных целях. Тем не менее, после того, как его безответственность и проявившаяся агрессия привели к тому, что он отказался остановить убегающего вооружённого грабителя во время их случайного столкновения, который впоследствии убивает его названного отца / дядю Бена Паркера в ходе вооружённого ограбления, Питер избрал своим жизненным кредо выражение своего опекуна, сказанной им незадолго до смерти, — «Чем больше сила, тем больше и ответственность», руководствуясь им на протяжении дальнейшей жизни. Вдохновлённый словами дяди, Питер решает использовать свои паучьи силы, чтобы помогать людям и обществу в целом, пытаясь искупить свою вину в смерти дяди. Поступая так, Питер предпочитает пожертвовать шансом на нормальную жизнь, идущей вразрез с его ролью в качестве городского защитника, Человека-паука.
Трилогия Рэйми повествует о взрослении Питера Паркера от ученика средней школы до студента университета, об его усложнившейся дружбе с Гарри Озборном, а также об отношениях с Мэри Джейн Уотсон, любовным интересом всей его жизни. Кроме того, в фильмах освещается конфликт между его супергеройской деятельностью и карьерой, что выливается в разочарование его преподавателя доктора Курта Коннорса, а также работа Питера в качестве внештатного фотографа «Daily Bugle» под руководством эксцентричного Джея Джоны Джеймсона, — ярого противника Человека-паука, который постоянно очерняет супергероя в своей газете. Тайная жизнь Паркера в роли линчевателя привела к конфронтации с различными суперзлодеями, представляющими угрозу для мирных жителей из Нью-Йорка, родного города Питера. Среди них были: Зелёный гоблин, Доктор Осьминог, Новый гоблин, Песочный человек и Веном. Каждый из них был в той или иной степени связан с Паркером в его повседневной жизни.
Рэйми выбрал Магуайра, несмотря на скептическое отношение некоторых участников съёмочной группы. Магуайр был выбран на роль Человека-паука в результате кинопробы, а также за счёт признания актёрского мастерства в предыдущих фильмах с его участием. Помимо физической подготовки для роли супергероя, в свободное время Магуайр изучал характерные движения пауков. Художник по костюмам Джеймс Ачесон разработал несколько концепций костюмов Человека-паука, после чего остановил свой выбор на итоговом варианте. По словам Ачесона, за время ношения костюма у Магуайра появилась клаустрофобия, отчего тот предпочитал носить костюм лишь в случаях, когда для сцены не требовалось ношение маски. Версия Человека-паука Магуайра является одной из самых узнаваемых, и получила преимущественно положительные отзывы со стороны критиков и фанатов, причём многие назвали актёра лучшим исполнителем роли Человека-паука из комиксов Стэна Ли, тогда как его преемники, Эндрю Гарфилд и Том Холланд, также высоко оценили персонажа трилогии. На волне успеха фильмов были выпущены основанные на них игры, а также мультсериал, выступающий альтернативным продолжением первой части. В 2022 году Магуайр был включён в Книгу рекордов Гиннесса как «исполнитель самой продолжительной роли супергероя Marvel в кино».

## Создание образа

### Исполнитель роли

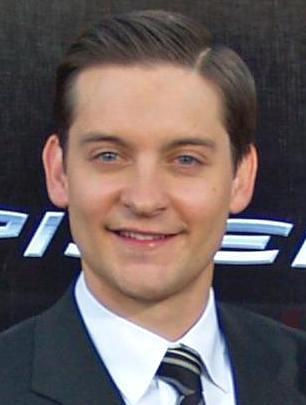
Тоби Магуайр на премьере третьего фильма в 2007 году.

Сценаристом фильма «Человек-паук» 2002 года выступил Дэвид Кепп, задача которого заключалась в создании киновоплощения одноимённого персонажа комиксов Стэна Ли и Стива Дитко. Магуайр был утверждён на роль в июле 2000 года. Он являлся главным кандидатом режиссёра картины, Сэма Рэйми, вдохновившегося игрой актёра в фильме «Правила виноделов». Первоначально, руководители Columbia Pictures не хотели пробовать на роль кого-то, кто не подходил под описание «персонажа, накаченного адреналином и надирающего зад титанам», однако Магуайру удалось впечатлить руководство студии во время своего прослушивания. Актёр подписал контракт на сумму от 3 до 4 миллионов долларов с возможностью повышения заработной платы за последующие сиквелы. Тренировками Магуайра заведовали: тренер по физической подготовке, инструктор по йоге, эксперт по боевым искусствам и мастер спорта по скалолазанию. Актёру потребовалось несколько месяцев на улучшение физической формы.
После успеха первого фильма в 2003 году между актёром и руководителями дистрибьюторской компании Sony возникли разногласия, в результате чего с Магуйаром практически разорвали контракт. На тот момент Магуайр завершил съёмки в картине «Фаворит», получившей несколько номинаций на премию Оскар, и жаловался на физическую нагрузку во время съёмок последних двух фильмов в его карьере. Руководители Sony полагали, что это сетование являлось «частью переговорной тактики Магуайра» с целью повышения гонорара, однако агент актёра опроверг это заявление.
Во всех набросках сценария постоянным элементом оставалось отсутствие веб-шутеров Человека-паука, ранее прописанных в сценарии Джеймса Кэмерона, так как режиссёр чувствовал, что подросток не в состоянии изобрести столь сложную технологию.

### Дизайн костюма
Несмотря на то, что костюм из фильма во многом основывался на костюме из комиксов, было разработано множество его версий. Любимая концепция художника по костюмам Джеймса Ачесона включала нанесение красной эмблемы поверх чёрного костюма. Другой образец, впоследствии ставший итоговым, нёс в себе увеличенный логотип на груди и красные полосы, проходящие по бокам ног. Для создания образа Человека-паука, Магуайр носил облегающее трико, покрытое прослойкой из вещества, подчёркивающего его мускулатуру. Костюм создавался как единое целое, включая маску. Под маской лицо актёра охватывала твёрдая оболочка, предназначенная для придания голове лучшей формы в кадре, а также для того, чтобы маска плотно прилегала к лицу, оставаясь комфортной для человека под ней. В сценах, где было показано лицо Магуайра использовалась вариация костюма со съёмной маской. Паутина, которой был украшен костюм, создавалась с помощью компьютера. Глазные линзы маски имеют зеркальное покрытие. По словам Джона Дайкстра, постановщика спецэффектов, наибольшая сложность при создании костюма заключалась в том, что его носитель терял подвижность и харизму. Ввиду закрытости глаз и рта актёру приходилось прибегать к языку тела, чтобы демонстрировать эмоции. Рэйми хотел передать сущность Человека-паука как «переход, который происходит между юношей, переживающим период полового созревания, и супергероем». Дайкстра отметил, что члены его команды аниматоров испытывали сложности при создании компьютерной модели Человека-паука, получив указание показать Человека-паука реальным и больше похожим на человека. Когда двум руководителям студии показали кадры сгенерированного на компьютере персонажа, те подумали, что перед ними исполняющий трюки Тоби Магуайр.
Ачесон внёс множество точечных изменений в костюм Человека-паука в сиквеле 2004 года, при этом не отходя от оригинального дизайна: цвета стали ярче и насыщеннее, а эмблема паука приобрела более изящные линии и увеличилась в размере, в то время как глазные линзы несколько уменьшились, а костюм подвергся разделению на части для улучшения подвижности. Шлем, который Магуайр носил под маской, также был сужен, в целях улучшения мобильности челюсти и удобства в снятии.
В «Человеке-пауке 3» у Питера было два костюма: традиционный костюм и его чёрная вариация, появившегося в результате слияния с симбиотом. В то время как костюм симбиота, который Человек-паук носил в комиксах, был простым чёрным костюмом с большим белым пауком спереди и сзади, его дизайн переработали для фильма, в результате чего тот стал тёмной версией классического костюма. Таким образом, наряд Тофера Грейса, который тот носил для роли Венома, являлся «искривлённым и искажённым костюмом Человека-паука». За счёт этого симбиот выглядел живым, создавая впечатление, будто тот цепляется за тело персонажа.

## Анализ личности
Первый фильм характеризует Питера Паркера как умного, начитанного, рассудительного, но одинокого и отстранённого подростка. Акцентируется внимание на его застенчивости, интровертированности, вплоть до обретения сверхспособностей, которые он пытается освоить впоследствии. Преодолевая возникшую дилемму, Питер в конечном итоге использует свои силы, чтобы помогать людям, после того, как его дядя был убит угонщиком автомобиля во время ограбления, за которую он был частично ответственен. Питер корит себя за этот инцидент, когда он пытался использовать способности для личной выгоды. В результате, у него появляется мотивация использовать новообретённые силы для благих целей под личиной линчевателя в маске: «Человека-паука», чтобы искупить вину за смерть дяди. Тем не менее, даже после становления Человеком-пауком, Питер по-прежнему остаётся замкнутым, неуклюжим и простоватым, но в то же время располагающим к себе юношей, при этом развивая саркастичное и колкое чувство юмора в образе Человека-паука. Кроме того, Питер пытается справиться с личной драмой, борясь со своими чувствами к любви всей его жизни и близкой подруге Мэри Джейн Уотсон, а также наладить общение со своим лучшим другом Гарри Озборном.
В «Человеке-пауке 2» режиссёр Сэм Рэйми хотел исследовать внутренний конфликт Питера, заключающийся в конфронтации его личных желаний и ответственностью, положительные и отрицательные последствия выбранного им пути, а также осознание того, что он может быть счастлив даже будучи супергероем. Рэйми заявил, что сюжет фильма во многом базируется на истории из «Супермена 2», в котором главный герой также отказался от своих способностей. Момент, когда Питер Паркер выбрасывает свой костюм, был взят из The Amazing Spider-Man #50, «Человека-паука больше нет!». По словам Рэйми, история Питера Паркера повествует о «несбалансированной жизни». Питер оказывается в ловушке между жизнью супергероя, в которой он пытается помогать людям и искупить вину за смерть своего дяди с помощью альтер эго Человека-паука, и повседневностью, где он старается преуспеть в учёбе, карьере фотографа и отношениях с семьёй и друзьями. Питер признаёт, что он не может быть с Мэри Джейн, не подвергая её опасности из-за своего супергеройского альтер эго, опасаясь, что если его враги когда-нибудь раскроют тайну личности Человека-паука, то нападут на его близких. В результате Питер отдаляется от Мэри Джейн, но в конце концов возобновляет свои отношения с ней после того, как она узнаёт о том, что он является Человеком-пауком, а также о душевных терзаниях Питера.
В фильме «Человек-паук 3: Враг в отражении», Рэйми продолжает развивать персонажа Питера, фокусируя внимание на его мировоззрении, когда тот понимает, что он не безгрешен, в то время как те, кого он считал отъявленными преступниками, также обладают человечностью. Ко всему прочему, симбиот Веном раскрывает тёмные аспекты личности Питера после слияния с ним. Сэм Рэйми заявил: «Самое важное, что должен усвоить Питер в этой истории, заключается в самой сути его как мстителя в красно-синем трико, который привлекает к ответственности каждого преступника, дабы искупить чувство вины за смерть дяди Бена. Он считает себя героем и безгрешным человеком по сравнению со злодеями, которых он остановил. Мы подумали, что было бы здорово пересмотреть чёрно-белое видение Питера и его мнимое превосходство над этими людьми». Рэйми черпал вдохновение из оригинальных комиксов о Человеке-пауке.
После премьеры третьей части серии и последовавшим за ней успехом в прокате, в результате чего кассовые сборы едва не достигли миллиарда долларов, в съёмочной группе возникли творческие разногласия, поскольку режиссёр Сэм Рэйми был недоволен сценарием, из-за которого фильм получил смешанные отзывы. В мае 2011 года были обнародованы дальнейшие подробности относительно продолжения франшизы, после заявления Рэйми, в котором он объяснил, что «у студии и Marvel есть уникальная возможность вывести франшизу в новом направлении, и я знаю, что они проделают потрясающую работу». Впоследствии было подтверждено, что Магуайр и Рэйми не вернутся к работе над следующим фильмом. Sony объявила о перезапуске серии под названием «Новый Человек-паук» с Эндрю Гарфилдом в роли Питера Паркера. Первая часть дилогии была выпущена в США 3 июля 2012 года.

## Роль в фильмах

### «Человек-паук»
Питер — застенчивый аутсайдер в очках в средней школе Мидтауна в Нью-Йорке, давно влюблённый в свою соседку Мэри Джейн Уотсон. Перед школьной экскурсией в Колумбийский университет Питер встречается со своим лучшим другом Гарри Озборном, который знакомит его со своим отцом Норманом, генеральным директором компании Oscorp, которого Питер боготворит. Когда Питер, Гарри, Мэри Джейн и их одноклассники осматривают лабораторию генетики в университете, Мэри Джейн замечает пропажу одного из 15 генетически модифицированных пауков в экспозиции. Сбежавший паук незаметно спускается на руку Питера, когда тот фотографирует Эм-Джей для школьной газеты, и кусает его. После возвращения домой Питеру становится плохо, и он теряет сознание в своей комнате.
На следующее утро Питер обнаруживает, что у него больше нет близорукости и что его тело находится в отличной физической форме. Он также обнаруживает, что у него появились паукообразные сверхспособности, которые позволяют ему избежать травм во время стычки с хулиганом Флэшем Томпсоном, парнем Мэри Джейн, и Питер побеждает Флэша одним ударом, хотя позже извиняется перед Мэри Джейн за это. Заметив новую машину Флэша, Питер решает поразить Мэри Джейн своей собственной машиной. Отмахнувшись от совета дяди Бена, что «с большой силой приходит большая ответственность», он участвует в подпольном турнире по рестлингу, чтобы собрать деньги, и выигрывает свой первый матч, но промоутер обманывает его. Когда вор внезапно грабит офис промоутера, Питер позволяет ему сбежать. Через несколько минут он узнаёт, что Бен был убит. Разъярённый, Питер преследует и сталкивается с угонщиком, но понимает, что это был тот самый вор, которому он позволил сбежать. После того как Питер обезвредил его, угонщик убегает, но погибает, выпав из окна.
После окончания школы Питер, наконец-то приняв слова Бена близко к сердцу из-за чувства вины, начинает использовать свои способности для борьбы с преступностью, надев костюм и став Человеком-пауком. Это не впечатляет Джея Джону Джеймсона, издателя газеты Daily Bugle, и он начинает клеветническую кампанию против Человека-паука. Джеймсон нанимает Питера в качестве внештатного фотографа, поскольку Питер — единственный человек, дающий чёткие снимки Человека-паука. После поступления в колледж Питер переезжает в квартиру к Гарри, оплаченную Норманом. Он держит свою личность Человека-паука в секрете от Гарри, который также держит в секрете от Питера свои отношения с Мэри Джейн, которая рассталась с Флэшем, пока она не раскрывает ему их.
Джеймсон поручает Питеру фотографировать на Всемирной ярмарке единства, которую Мэри Джейн и Гарри посещают вместе с советом директоров «Озкорпа». Внезапно Зелёный гоблин, который на самом деле является Норманом с безумной второй личностью, нападает на ярмарку и убивает членов совета директоров, подвергая опасности Мэри Джейн и Гарри. Питер переодевается в костюм Человека-паука и спасает нескольких граждан от Гоблина, а затем спасает Мэри Джейн, упавшую с балкона. Гоблин замечает Человека-паука и предлагает перемирие, чтобы работать вместе. Когда Человек-паук отказывается, они сражаются в горящем здании, в результате чего у Человека-паука остаётся порез на руке.
Во время ужина на День благодарения с Питером, его тётей Мэй, Мэри Джейн и Гарри, Норман замечает порез на руке Питера и догадывается, что он — Человек-паук. Позже он нападает на Мэй и госпитализирует её, пытаясь «добраться до сердца Питера». Во время посещения Питера и Мэй в больнице Мэри Джейн признаётся Питеру, что влюблена в Человека-паука, который снова спас её от бандитов в переулке, и спрашивает Питера, спрашивал ли о ней когда-нибудь Человек-паук. Когда Питер косвенно признаётся в своих чувствах к ней, Гарри заходит к ним, когда они держатся за руки. Потрясённый, Гарри признаётся отцу, что Мэри Джейн любит Питера, нечаянно раскрывая истинную слабость Человека-паука. Гоблин похищает Мэри Джейн и удерживает её и вагон трамвая острова Рузвельт с детьми в заложниках на мосту Квинсборо, заставляя Человека-паука выбирать, кого спасти, прежде чем бросить их. Питер спасает обоих с помощью буксира, в то время как Норман подвергается нападению гражданских лиц, которые встают на сторону Человека-паука.
Норман хватает Питера, бросает его в заброшенное здание и жестоко избивает. Когда Норман хвастается тем, что впоследствии убьёт Мэри Джейн, разъярённый Питер одолевает Нормана. Норман раскрывает себя Питеру, прекращает нападение и просит прощения, но в то же время управляет своим глайдером, пытаясь нанести удар Питеру. Предупреждённый своим паучьим чутьём, Питер уклоняется от атаки, и глайдер смертельно ранит Нормана. Умирая, Норман просит Питера не раскрывать его личность Зёленого гоблина Гарри. Питер возвращает тело Нормана в дом Озборнов и прячет костюм и снаряжение Гоблина, но тут приходит Гарри и застаёт его стоящим над телом отца. Гарри выхватывает пистолет, намереваясь застрелить Человека-паука, но тот убегает.
На похоронах Нормана Гарри клянётся отомстить Человеку-пауку, которого он считает виновным в смерти своего отца, и утверждает, что Питер — это всё, что у него осталось от семьи. Мэри Джейн признаётся Питеру, что влюблена в него. Однако Питер считает, что должен защитить её от нежелательного внимания своих врагов, поэтому он скрывает свои истинные чувства и говорит Мэри Джейн, что они могут быть только друзьями. Уходя с похорон, Питер вспоминает слова Бена и признаёт свою ответственность как Человека-паука.

### «Человек-паук 2»
Два года спустя Питер пытается сохранить свою личную жизнь, выполняя обязанности Человека-паука, его увольняют со второй работы, на которую он устроился разносчиком пиццы, и одновременно он испытывает трудности с учёбой в Колумбийском университете и финансами. Он отдаляется от своих друзей, Гарри и Мэри Джейн, которые добились успеха как новый генеральный директор Oscorp и бродвейская актриса, и узнаёт, что тётя Мэй столкнулась с проблемой лишения права собственности на свой дом после его неожиданного дня рождения.
Гарри знакомит Питера со своим кумиром, доктором Отто Октавиусом, чьи исследования финансирует «Озкорп», перед демонстрацией работы Октавиуса над термоядерной энергией. Во время демонстрации Октавиус надевает на себя упряжь с четырьмя роботизированными щупальцами и искусственным интеллектом. Несмотря на успешное начало, демонстрация становится нестабильной. Октавиус игнорирует требования Гарри выключить устройство, а Питер надевает костюм, чтобы отключить его от сети, но не раньше, чем в результате взрыва погибает жена и помощница Октавиуса Розали, а жгут прикрепляется к его позвоночнику, уничтожая также чип-ингибитор, который удерживает щупальца Октавиуса под контролем.
Пока Питер и Мэй идут в банк, чтобы оспорить решение о лишении её имущества, Октавиус, который теперь всё больше попадает под влияние оружия и которого Джей Джона Джеймсон прозвал «Доктор Осьминог» или «Док Ок», грабит банк в попытке финансировать вторую попытку своего эксперимента. Питер снова надевает свой костюм и вступает в схватку с Доктором Осьминогом, который держит Мэй в заложниках. Человеку-пауку удаётся спасти Мэй, несмотря на то, что Осьминог сбежал с деньгами. Узнав, что Мэри Джейн обручилась с сыном Джеймсона Джоном, и подравшись с пьяным Гарри во время вечеринки, Питер переживает эмоциональный срыв из-за неспособности сбалансировать свою жизнь, в результате чего теряет свои силы. После консультации с врачом он решает отказаться от «работы» Человеком-пауком и выбрасывает свой костюм, который обнаруживает мусорщик и отправляет Джеймсону.
Питер начинает преуспевать в учёбе и менять свою жизнь, начинает восстанавливать дружбу с Мэри Джейн. Он также открывает тёте Мэй то, что по неосторожности стал причиной смерти дяди Бена, хотя Мэй прощает его после первого шока. Пока Питер помогает Мэй переехать из её дома, она рассказывает ему о надежде, которую даёт людям Человек-паук, несмотря на жертвы, на которые ему приходится идти. Это подталкивает Питера к попытке вернуться в качестве Человека-паука в связи с ростом преступности в Нью-Йорке, хотя его силы остаются утраченными.
Потребовав изотоп трития для заправки своего реактора, Октавиус приходит к Гарри, чтобы потребовать его. Гарри соглашается в обмен на Человека-паука, которого он считает ответственным за смерть Нормана. Он велит Октавиусу найти Питера, который, по мнению Гарри, дружит с Человеком-пауком, но просит Октавиуса не причинять ему вреда. Когда Мэри Джейн приглашает Питера в кафе, чтобы обсудить, любит он её или нет, Октавиус находит Питера, велит ему найти Человека-паука и захватывает Мэри Джейн. Её опасность приводит к тому, что силы Питера возвращаются. Джеймсон признаёт, что ошибался насчёт Человека-паука, Питер крадёт свой костюм из Bugle и отправляется в погоню за Октавиусом. Пока Питер сражается с Октавиусом, они падают в поезд Нью-Йоркского метро. Октавиус нарушает управление и оставляет Питера спасать пассажиров, что он делает с огромным физическим трудом. Когда он теряет сознание от истощения, благодарные пассажиры спасают его от падения и заносят в поезд, увидев его лицо без маски, но пообещав сохранить свои знания в тайне. Они безуспешно пытаются защитить его, когда Октавиус возвращается, чтобы схватить Питера, доставив его Гарри.
Отдав Октавиусу тритий, Гарри готовится убить Человека-паука, но в шоке видит под маской Питера. Питер убеждает Гарри направить его в логово Октавиуса, поскольку на карту поставлены более важные вещи. Когда Питер прибывает в лабораторию доктора на набережной и пытается незаметно спасти Мэри Джейн, Октавиус обнаруживает его, и они сражаются, когда ядерная реакция разрастается и начинает угрожать городу. В конце концов Питер побеждает Октавиуса, раскрывает свою личность и убеждает его отпустить свою мечту ради общего блага. Отто приказывает щупальцам подчиниться ему и отдаёт свою жизнь, чтобы уничтожить эксперимент. Мэри Джейн видит истинную сущность и чувства Питера, и он говорит, что именно поэтому они не могут быть вместе. Питер возвращает Мэри Джейн Джону и уходит. Однако Эм-Джей бросает Джона у алтаря во время их свадьбы и бежит в квартиру Питера, заявляя, что готова принять любой риск, связанный с отношениями с Питером. Они наконец становятся парой, и Мэри Джейн провожает Питера, когда он в образе Человека-паука отправляется на помощь городу.

### «Человек-паук 3: Враг в отражении»
Спустя примерно 2 года после смерти Октавиуса Питер, наконец, обрёл стабильность и успех как в личной жизни, так и в деятельности в качестве Человека-паука. Он и Мэри Джейн счастливо встречаются, и после посещения её выступления в новой пьесе он догоняет её в Центральном парке. Неподалёку падает метеор, из которого вытекает похожий на слизь инопланетный симбиот и прикрепляется к мопеду Питера. Отправив Мэри Джейн домой, он разговаривает с тётей Мэй, которая дарит ему обручальное кольцо, подаренное ей дядей Беном, о том, чтобы сделать предложение Эм-Джей. По дороге домой Питер попадает в засаду Гарри, который воспользовался оборудованием своего отца и сывороткой Гоблина и намеревается отомстить за смерть Нормана, несмотря на то, что Питер сказал правду о смерти Нормана. Начинается воздушная погоня, в результате которой Гарри оказывается в нокауте, когда Питер устраивает ему ловушку. Пострадав от амнезии и забыв о своей мести Человеку-пауку, Гарри приходит в себя в палате скорой помощи и вновь принимает Питера и Мэри Джейн как своих лучших друзей.
Мэри Джейн расстроена негативной рецензией на её выступление, и Питер безуспешно пытается наладить с ней отношения, используя свой опыт Человека-паука. Она не сообщает ему, когда теряет свою роль в спектакле. На работе в газете «Дейли Бьюгл» Питер обнаруживает, что его фотограф-конкурент Эдди Брок тоже начал фотографировать Человека-паука, и Джеймсон настраивает двух фотографов друг против друга в борьбе за место в штате. Позже он узнаёт о церемонии, на которой Человек-паук получит ключ от города за спасение Гвен Стейси, дочери комиссара полиции Нью-Йорка Джорджа Стейси, а также партнёрши Питера по лаборатории в Колумбийском университете. Питер, надев на церемонию свой костюм, радуется благодарным возгласам толпы и дарит Гвен перевёрнутый поцелуй, напоминающий его первый поцелуй с Мэри Джейн. Это расстраивает Мэри Джейн, что приводит к ссоре во время ужина с Питером, который откладывает свои планы, чтобы сделать ей предложение в ресторане.

Человек-паук в инопланетном костюме в фильме «Человек-паук 3: Враг в отражении» (2007).

Питер также сталкивается с Флинтом Марко, также известным как «Песочный человек». Узнав, что именно Марко застрелил Бена, а не угонщик, как считалось ранее, Питер начинает мстить Марко, и когда он засыпает, слушая полицейское радио, симбиот вытекает из шкафа Питера и соединяется с его костюмом, превращая его в чёрный. Вооружившись способностями нового костюма и усилив свой гнев, Питер надевает его во время противостояния с Марко в туннелях метро, что приводит к гибели Марко, когда потоки воды превращают его в грязь. Когда Питер рассказывает Мэй о смерти Песочного человека от рук Человека-паука, Мэй не на шутку встревожена и предупреждает его о негативных последствиях мести.
Тем временем Гарри восстанавливает свою память и мстит, испытав прилив эмоций, вызванных общением с Мэри Джейн. Пережив очередное видение отца, который уговаривает его напасть на сердце Питера, Гарри шантажом заставляет Мэри Джейн порвать с Питером и заявить, что она «влюбилась в другого мужчину». Гарри заявляет Питеру, что он и есть «другой мужчина», что приводит Питера в ярость, и позже он сталкивается с Гарри в его пентхаусе в чёрном костюме. Бывшие друзья вступают в жестокий кулачный бой, и Питер выходит из него победителем, оскорбляя Гарри насмешками над его отношениями с отцом. Гарри бросает тыквенную бомбу в последней попытке напасть на Питера, но тот без труда отбрасывает бомбу обратно в лицо Гарри и уходит.
Питер пресекает попытку Эдди получить работу в «Daily Bugle», что приводит к увольнению Брока и его разрыву с Гвен, с которой он в то время встречался. Затем Питер получает работу с собственным изображением Человека-паука и под влиянием симбиота начинает вести себя более высокомерно. Он приводит Гвен в джаз-клуб, где работала Мэри Джейн, и прерывает исполняемую ею песню своим собственным танцем. Гвен догадывается об истинных намерениях Питера и уходит, а в результате драки с вышибалами клуба Питер случайно ударяет Мэри Джейн, когда та вмешивается. Придя в себя после того, как он увидел испуганную Эм-Джей, Питер уходит и избавляется от костюма-симбиота, используя церковные колокола, чтобы оглушить симбиота. Затем симбиот соединяется с Эдди Броком, который находится в церкви и молится Богу, чтобы тот убил Паркера. Это создаёт нового врага, Венома, так как Брок теперь знает тайну личности Человека-паука.
После того, как Мэй навещает Питера, призывая его не отказываться от Мэри Джейн, Веном и Песочный человек объединяют усилия против Человека-паука, похищают Мэри Джейн и подвешивают её на стройке небоскрёба, чтобы привлечь внимание Питера. Питер просит Гарри помочь ему, но разбитый Гарри, чьё лицо было изуродовано бомбой, отказывается. Питер встречает Венома и пытается освободить Мэри Джейн, но попадает в засаду Песочного человека. Когда Питера почти до смерти избивает Песочный человек, Гарри, узнавший правду о смерти своего отца, приходит в облике Нового гоблина, чтобы помочь своему старому другу. Питер и Гарри образуют грозный тандем, побеждают Песочного человека и спасают Мэри Джейн, но сталкиваются с трудностями, пытаясь усмирить Венома, который пытается убить Питера глайдером Гарри, но Гарри ценой своей жизни спас Питера. Помня о слабости симбиота к звуку, Питер ослабляет Венома и вытаскивает Эдди из симбиота, готовясь уничтожить его тыквенной бомбой, но Эдди прыгает обратно в симбиота и погибает вместе с ним, когда бомба взрывается.
Марко появляется позади Питера и объясняет, что смерть Бена была несчастным случаем, вызванным отчаянной попыткой спасти жизнь его смертельно больной дочери, и что это преследует его с тех пор. Питер прощает Марко и позволяет ему сбежать. Он спускается к смертельно раненному Гарри, рядом с которым сидит Мэри Джейн. Питер и Гарри прощают друг друга и подтверждают свою дружбу до того, как Гарри умирает от ран. Питер и Мэри Джейн вместе с другими присутствуют на похоронах Гарри и позже начинают восстанавливать свои отношения.

### «Человек-паук: Нет пути домой»
В 2024 году Питер (названный «Питером-2» во время событий фильма) случайно переносится в другую реальность из-за прерванной попытки Доктора Стивена Стрэнджа наложить заклинание и восстановить секретную личность Питера Паркера из этой вселенной (названного «Питером-1») после того, как его личность раскрыл Квентин Бек. Без ведома Питера, Норман, Октавиус (перенесённый за несколько мгновений до его смерти) и Марко из его вселенной также были перенесены в эту вселенную среди других злодеев. Находясь там, Питер обнаруживает другую версию себя, перенесённую из другой вселенной (получившая название «Питер-3»), который помогает ему утешить Питера-1 после смерти его тёти Мэй, которую убил Норман. Питер упоминает, что потерял дядю Бена и сожалеет о преследовании человека, который, как он думал, убил его, говоря Питеру-1, что убийство Нормана не поможет ему справиться со смертью Мэй. Питер также упоминает, что его отношения с Мэри Джейн осложнились через некоторое время после смерти Гарри, но в конце концов они наладили их спустя долгое время.
Питер и альтернативные Питеры соглашаются спасти злодеев, разработав для них лекарства, а затем заманивают злодеев к Статуе Свободы. Во время стычки Питер вылечивает Марко, а позже воссоединяется с уже вылеченным Октавиусом. Питер видит, как Питер-1 пытается убить Нормана, но не даёт ему сделать это. Затем Норман бьёт Питера лезвием в спину, но безрезультатно, поскольку альтернативные Питеры вылечивают его. После того, как все злодеи побеждены и вылечены, Питер прощается с альтернативными версиями себя, когда он, Питер-3 и их злодеи возвращаются в свои родные вселенные.

## Появления в комиксах

### Земля-616
Несмотря на фактическое отсутствие, данная версия Питера Паркера упоминается в сюжетной линии Spider-Verse, в которой фигурируют различные воплощения Человека-паука из альтернативных вселенных. В комиксе он был описан как «парень из „Фаворита“».

## В других медиа

### Телевидение
- После успеха фильма «Человек-паук» Сэма Рэйми в 2003 году был выпущен одноимённый CGI мультсериал, где Нил Патрик Харрис озвучил роль Питера Паркера. События мультсериала разворачиваются два года спустя после окончания фильма 2002 года, демонстрируя более мрачное, суровое, ориентированное на более взрослую аудиторию и зрелое по тону повествование. Мультсериал получил преимущественно положительные отзывы критиков и фанатов, однако был закрыт после первого сезона[29][30].

### Фильмы
- Обе версии Питера Паркера, появившиеся в CGI-мультфильме Sony Animation Pictures «Человек-паук: Через вселенные» (2018), черпают вдохновение из воплощения Человека-паука Тоби Магуайра. Взрослый Питер Паркер, озвученный Джейком Джонсоном, был призван показать постаревшую и более циничную интерпретацию Магуайра, ссылаясь на несколько знаковых моментов из трилогии в течение его супергеройской карьеры, в то время как более молодой Питер Паркер из измерения Майлза Моралеса, озвученный Крисом Пайном, совершивший аналогичные подвиги, был более удачлив и успешен в жизни, обзаведясь счастливым браком с Мэри Джейн, тогда как старший Питер, также некогда женатый на Мэри Джейн, развёлся с ней, чувствуя себя непригодным для роли отца.
- Неиспользованная сцена, включающая эпизодическое появление версии Человека-паука Тоби Магуайра, наряду с версиями Эндрю Гарфилда и Тома Холланда в фильме «Человек-паук: Через вселенные», была удалена из окончательной версии фильма[31].
- В декабре 2020 года появилась информация, что Магуайр вступил в переговоры с Marvel Studios, чтобы повторить роль Питера Паркера / Человека-паука в предстоящем третьем фильме о Человеке-пауке в рамках медиафраншизы «Кинематографическая вселенная Marvel». Тем не менее, эта новость не была подтверждена Sony или Marvel Studios, а Том Холланд опроверг её[32][33].
- Костюм версии Магуайра был изображён на граффити в трейлере фильма «Морбиус» (2022), относящемуся к медиафраншизе «Вселенная Человека-паука от Sony», что является отсылкой на статус супергероя в финале фильма «Человек-паук: Вдали от дома» (2019)[34].

### Видеоигры
- Тоби Магуайр озвучил Человека-паука в играх «Spider-Man: The Movie Game», «Spider-Man 2» и «Spider-Man 3», основанных на серии фильмов. Игровая трилогия появилась благодаря совместным усилиям издателей Activision и разработчиков Treyarch. Первая и вторая части были встречены положительными отзывами большого числа потребителей, став кассовыми продуктами своего времени, причём «Spider-Man 2» 2004 года для PlayStation 2 заняла 7-е место в списке бестселлеров года в США. Третья часть трилогии не оправдала ожиданий фанатов, подобно фильму, на основе которого была сделана, получив смешанные отзывы.
- Эмблема паука из фильма «Человек-паук 2» использовалась на костюме персонажа в играх «Marvel: Ultimate Alliance» и «Marvel: Ultimate Alliance 2»[35].
- Данное воплощение Человека-паука появляется в игре «Spider-Man: Friend or Foe», где супергероя озвучил Джеймс Арнольд Тейлор. В альтернативной реальности, где большинству злодеев из предыдущих фильмов удалось выжить, директор ЩИТа Ник Фьюри нанял Человека-паука, чтобы тот отправился на поиски осколков метеорита, в котором прибыл симбиот, разбросанных по всему миру, прежде чем те упадут в воду. В игре есть возможность объединиться с суперзлодеями, после того, как игрок освободит их из-под контроля главного антагониста.
- Костюм из трилогии Сэма Рэйми о Человеке-пауке появляется в качестве бонусного костюма в рамках DLC Rhino Challenge Pack к игре по фильму «The Amazing Spider-Man». Чёрный костюм из «Человека-паука 3: Враг в отражении» также становится доступен в игре при соблюдении определённых требований, а также может быть на любом этапе если игрок сфотографирует скрытые граффити пауков в городе.
- Костюм из трилогии Сэма Рэйми о Человеке-пауке был добавлен в качестве альтернативного костюма под названием «Паутинный костюм» в игре «Spider-Man» от Insomniac Games, во время бесплатного обновления в декабре 2018 года[36].

## Критика и наследие
«В то же время, таким замечательным Паука Магуайра делало не то, как актёр изобразил развивающегося супергероя, а скорее человечность и простота, которыми обладал его Питер Паркер, [человеческая] сторона Человека-паука».
Игра Тоби Магуайра в роли Питера Паркера была положительная оценена как критиками, так и зрителями. При рецензировании всей трилогии Сэма Рэйми в целом особенную похвалу получили изображение Человека-паука и то, как был прописан сам персонаж. По мнению рецензентов, данная версия супергероя была хорошо адаптирована в кино, поскольку тот оставался социальным аутсайдером в своём человеческом амплуа, но при этом имел хорошее чувство юмора, бросал глупые остроты, испытывал кризис личности, когда его альтер эго шло вразрез с повседневной жизнью и оставался человечным. The Hollywood Reporter поместил Человека-паука Тоби Магуайра на 10-е место в списке «50 лучших исполнителей персонажей в фильмах о супергероях». Entertainment Weekly поставил его на 10-е место среди «Самых крутых героев всех времён». Ник Филпотт из Comic Book Resources назвал Магуайра 4-м среди «Лучших исполнителей роли Человека-паука», отметив, что тот уступает Эндрю Гарфилду и Тому Холланду, поскольку выглядит слишком «зрелым» в этой роли. Человек-паук Тоби Магуайра занял 1-е место по результатам опроса IGN о том, кто является «самым удивительным и невероятным Человеком-пауком из всех существующих».

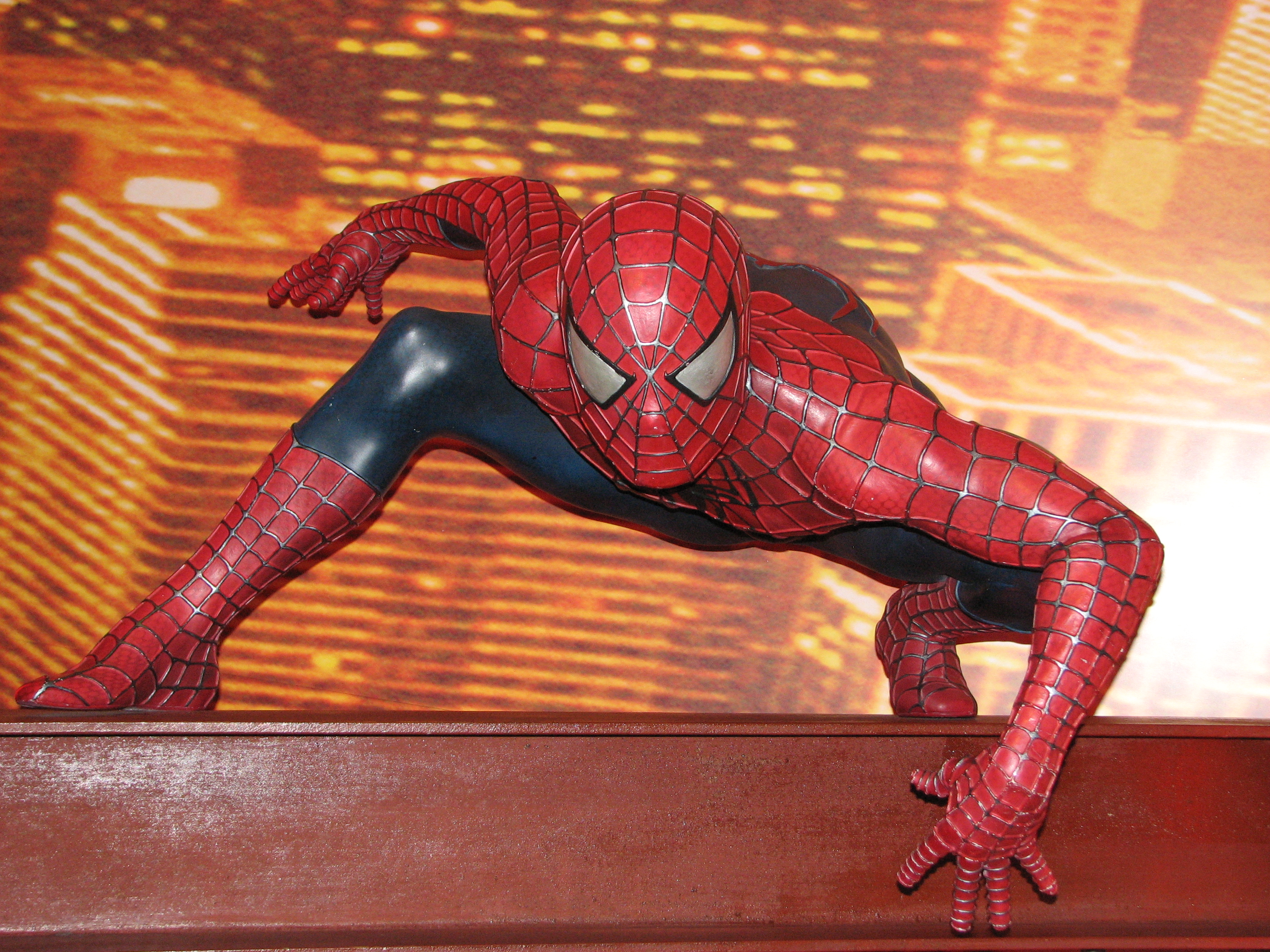
Статуя Человека-паука в музее мадам Тюссо в Лондоне.

Несмотря на положительный приём персонажа и игры Магуайра, многие отметили небольшое количество острот и юмора, которые Человек-паук Магуайра использует в конфронтации с преступниками и суперзлодеями, по сравнению с его гораздо более эксцентричным аналогом из комиксов. Некоторые похвалили небольшое количество острот, озвученных версией персонажа Магуайра, в то время как другим пришлось не по душе данное изменение. Игра Магуайра в роли Питера Паркера одержимого симбиотом в фильме «Человек-паук 3: Враг в отражении» была неоднозначно воспринята публикой, которая была описана как «неловкая» и «комичная», в то время как другие сочли образ подходящим. Тем не менее, более мрачная, мстительная, менее комичная и резкая часть его игры в серьёзные моменты получила гораздо больше похвалы.
В 2022 году Магуайр был включён в Книгу рекордов Гиннесса как «исполнитель самой продолжительной роли супергероя Marvel в кино».
С персонажем связано множество интернет-мемов.

### Награды и номинации
| Год  | Фильм                              | Награда                   | Категория           | Результат | Ссылка        |
| ---- | ---------------------------------- | ------------------------- | ------------------- | --------- | ------------- |
| 2003 | «Человек-паук»                     | MTV Movie Awards 2003     | Лучшая мужская роль | Номинация | [ 46 ]        |
| 2003 | «Человек-паук»                     | 29th Saturn Awards        | Лучший актёр        | Номинация | [ 47 ]        |
| 2005 | «Человек-паук 2»                   | 10th Empire Awards        | Лучший актёр        | Номинация | [ 8 ]         |
| 2005 | «Человек-паук 2»                   | 31st Saturn Awards        | Лучший актёр        | Победа    | [ 48 ]        |
| 2007 | «Человек-паук 3: Враг в отражении» | 1st National Movie Awards | Лучшая мужская роль | Номинация | [ 49 ] [ 50 ] |

## Будущее
Появление Магуайра в «Нет пути домой» было тепло принято как фанатами, так и критиками. Впоследствии в Твиттере началась фанатская кампания с использованием хештега #MakeRaimiSpiderMan4, призывающая Sony снять четвёртый фильм из серии с Магуайром в главной роли.